# Cừu Merino

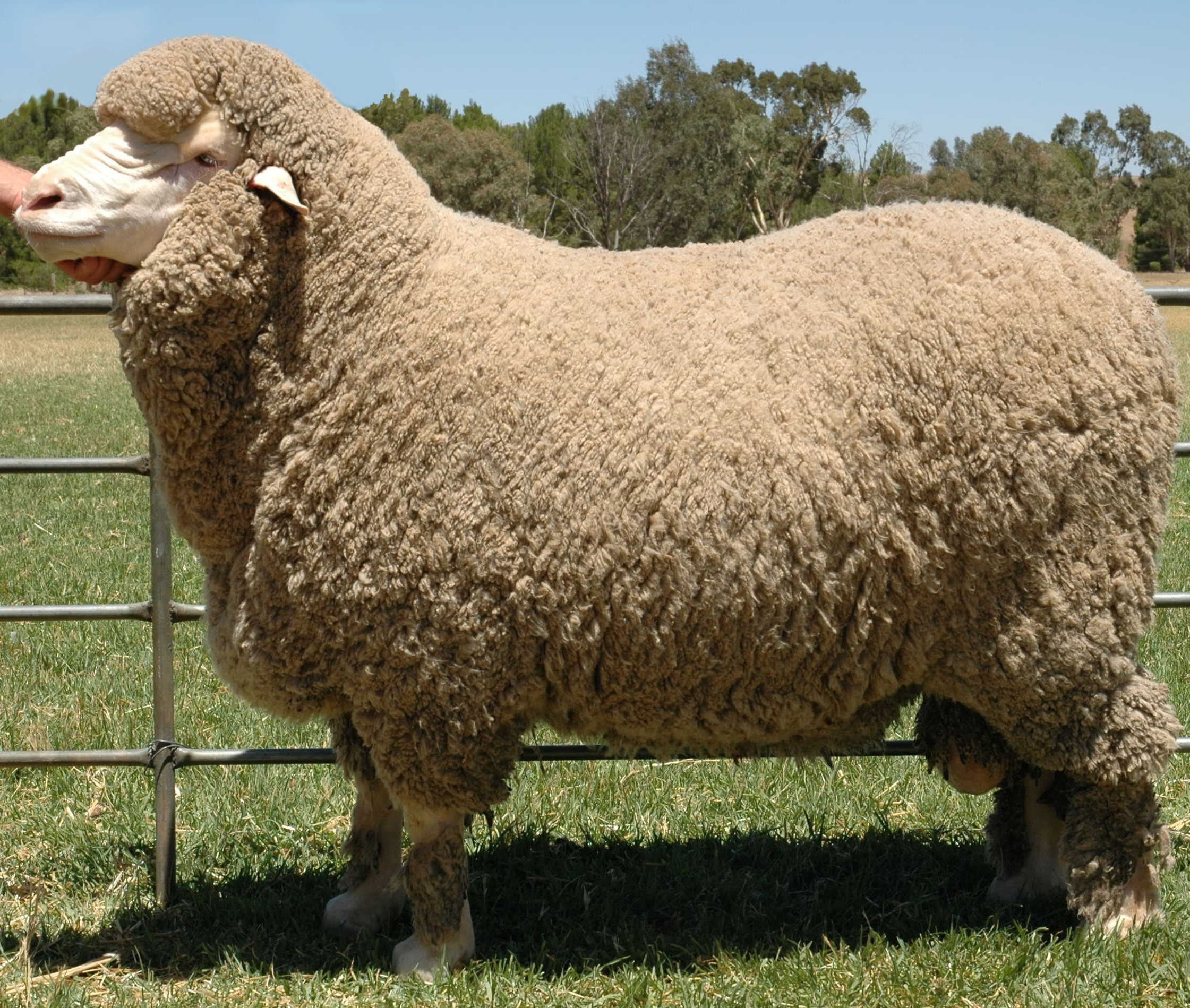
Cừu Merino

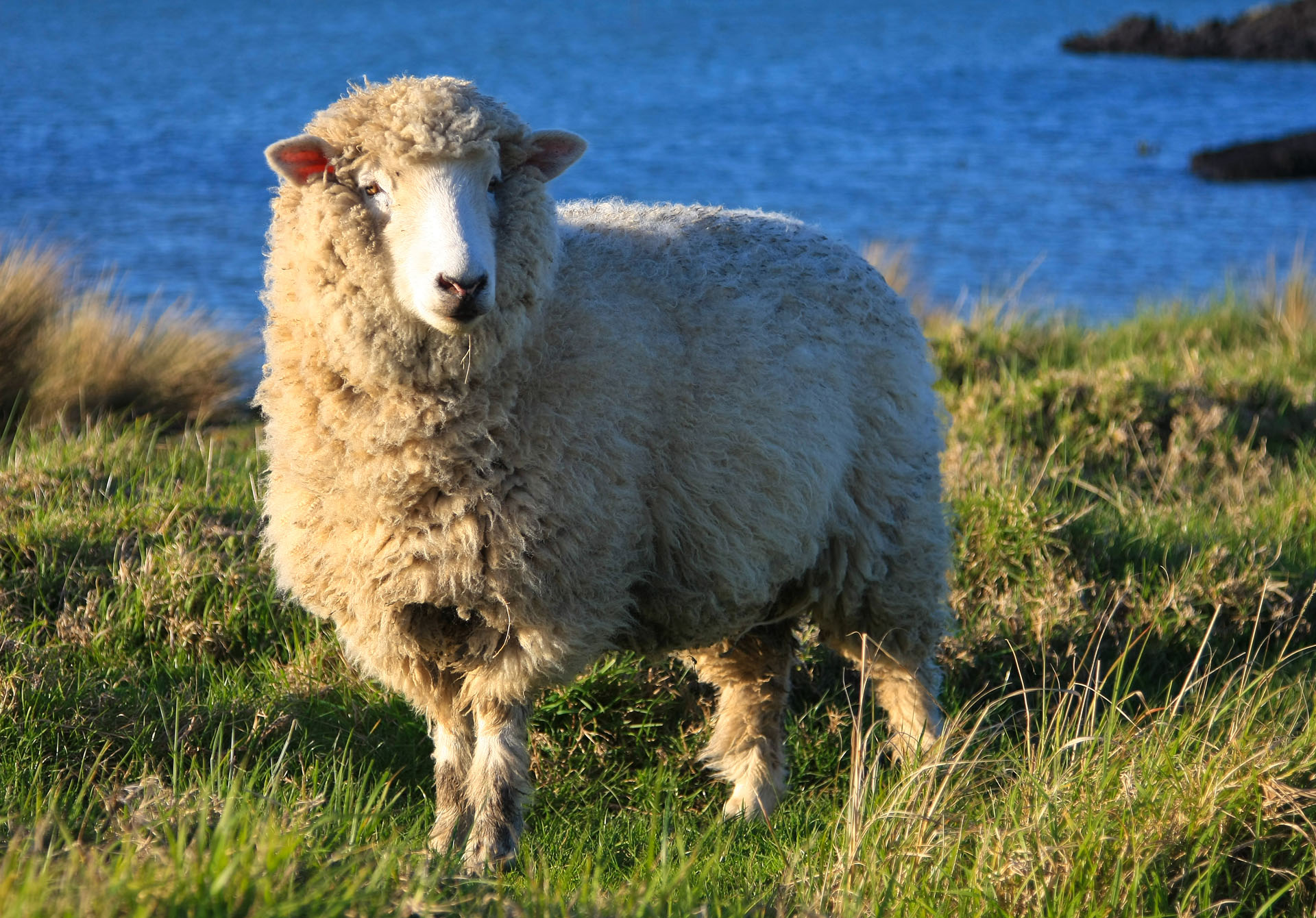
Cừu Merino đực

Cừu Merino là một giống cừu nổi tiếng về việc cho lông cừu làm len, đây là giống cừu có ảnh hưởng kinh tế được đánh giá cao. Các giống có nguồn gốc từ Alentejo, phía nam Bồ Đào Nha, từ đó nó đã được du nhập đến Tây Ban Nha, len của nó đã được đánh giá cao trong thời Trung Cổ. Ngày nay, len lông cừu Merinos vẫn coi là có một số loại len đẹp nhất và mềm nhất. Cừu Merino ở Úc là giống cho lông sản phẩm tốt nhất và thông dụng nhất hiện nay.
Có nhiều giống cừu địa phương lông dài, nhưng giống cừu cho len lý tưởng nhất vẫn và cừu Merino. Giống cừu có nguồn gốc từ Tây Ban Nha và được di dân đưa tới Nam Mỹ, Nam phi và Úc châu. Đến năm 1900, Úc châu đã có trên 100 triệu cừu, hầu hết là giống Merino. Cừu Merino và những giống từ đó mà ra đã phổ biến khắp nơi tại Hoa Kỳ. Có rất nhiều giống cừu khác nhau được lai tạo từ giống cừu này.
Thông thường, cừu Merino phải cạo lông mỗi năm một lần. Cừu Merino là giống cừu có bộ lông tuyệt vời với những sợi lông cực mảnh, mềm và trắng, là nguyên liệu cho loại len mịn và tốt nhất thế giới với những đặc tính kì diệu như vô cùng mềm mại, êm ái trên da; thoáng khí, hút ẩm tốt; độ đàn hồi và độ bền cao; giúp tăng khả năng chống tĩnh điện nên rất thân thiện với người mặc do đó góp phần tạo nên ưu thế của giống này.

## Lịch sử

### Châu Âu

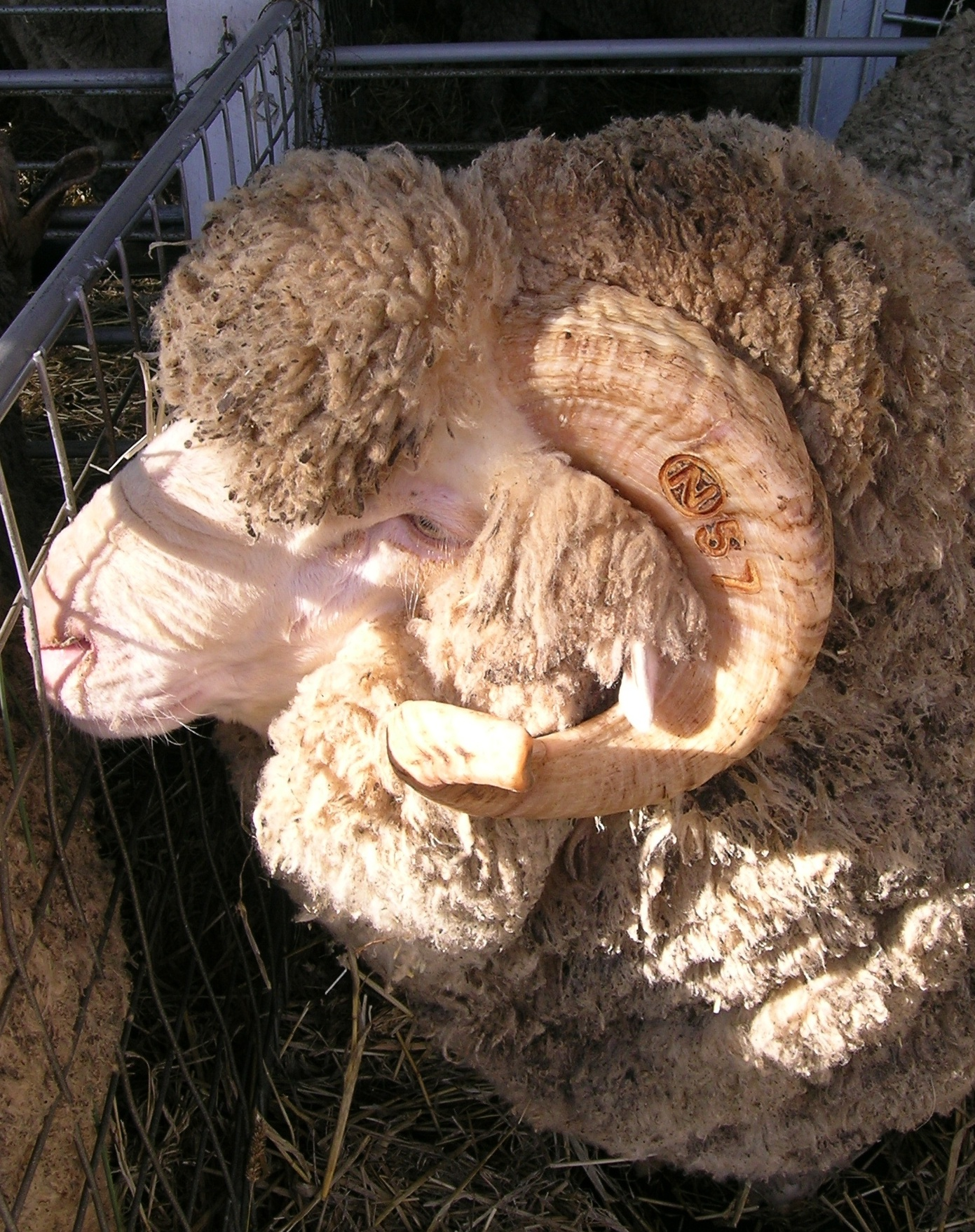
Một con cừu Merino đực

Người Phoenicia du nhập cừu từ Tiểu Á vào Bắc Phi và các bầy nền tảng của merino ở Tây Ban Nha có thể đã được du nhập như là cuối thế kỷ 12 bởi các Marinids, một bộ lạc của người Berber. Vào thế kỷ thứ 13 và 14, Tây Ban Nha các nhà lai tạo giống tiếng Anh du nhập mà họ lai với các giống địa phương để phát triển các con cừu merino, ảnh hưởng này đã được công khai tài liệu của các nhà văn Tây Ban Nha vào thời điểm đó.
Tây Ban Nha đã trở nên nổi tiếng với len tốt và đẹp của mình và xây dựng được một độc quyền len tốt đẹp giữa thế kỷ thứ 12 và 16, là một nguồn thu nhập cho Castile trong thời Trung cổ trễ. Hầu hết các đàn gia súc đã thuộc sở hữu của giới quý tộc hay nhà thờ, cừu chăn thả các đồng bằng phía nam Tây Ban Nha vào mùa đông và miền núi phía Bắc trong mùa hè. Trước thế kỷ 18, việc xuất khẩu Merinos từ Tây Ban Nha là một tội ác bị trừng phạt bằng cái chết. Trong thế kỷ 18, xuất khẩu nhỏ Merinos từ Tây Ban Nha và cừu địa phương đã được sử dụng như là nền tảng của Merino ở các nước khác.
Trong năm 1723, một số đã được xuất khẩu sang Thụy Điển, nhưng lô hàng lớn đầu tiên của Escurials được gửi bởi Ferdinand VI của Tây Ban Nha cho người em họ của mình, Hoàng tử Xavier các đại cử tri của bang Saxony, trong 1765. Hơn nữa xuất khẩu của Escurials để Saxony xảy ra vào năm 1774, đến Hungary trong 1775 và đến năm 1786. Sau đó là Phổ trong năm 1786, Louis XVI của Pháp đã nhận được 366 con cừu được lựa chọn từ 10 Canadas khác nhau. Sir Joseph Banks mua hai con cừu đực và bốn con cừu cái vào năm 1787 bằng cách của Bồ Đào Nha, và vào năm 1792 mua 40 Negrettis cho vua George III để tìm thấy bầy hoàng gia ở Kew. Năm 1808, 2000 Paulas được nhập khẩu.
Từ năm 1765, người Đức ở Saxony đã lai Merino Tây Ban Nha với những con cừu Saxon để phát triển một loại có lông dày đặc, loại tốt của Merino thích nghi với môi trường mới. Từ năm 1778, các trung tâm nuôi Saxon đã hoạt động trong Vorwerk Rennersdorf. Nó được quản lý từ năm 1796 bởi Johann Gottfried nake, người đã phát triển các phương pháp khoa học qua nâng cao hơn nữa Saxon Merino. Bởi năm 1802, khu vực đã có bốn triệu con cừu Merino Saxon, và đã trở thành trung tâm cho chăn nuôi, và len Đức được coi là tốt nhất trên thế giới.
Năm 1802, Đại tá David Humphreys, Đại sứ Mỹ tại Tây Ban Nha, du nhập các chủng Vermont vào Bắc Mỹ với nhập khẩu của 21 con cừu đực và 70 con cừu cái từ Bồ Đào Nha và nhập khẩu thêm 100 Infantado Merinos năm 1808. Các lệnh cấm vận của Anh vào len và áo len xuất khẩu sang Mỹ trước năm 1812 người Anh/Mỹ chiến tranh dẫn đến một "Merino Craze", với William Jarvis của Đoàn Ngoại giao nhập khẩu ít nhất 3.500 con cừu giữa năm 1809 và 1811 thông qua Bồ Đào Nha.
Các cuộc chiến tranh Napoléon (1793-1813) gần như phá hủy các ngành công nghiệp Tây Ban Nha. Cabanas cũ đã bị phân tán hoặc bị giết. Từ năm 1810 trở đi, Merino chuyển sang Đức, Hoa Kỳ và Úc. Saxony dỡ bỏ lệnh cấm xuất khẩu đối Merinos sống sau khi cuộc chiến tranh Napoleon. Trang trí cao Saxon gây giống cừu nake từ Rennersdorf đã thành lập một trang trại cừu nhân trong Kleindrebnitz vào năm 1811, nhưng trớ trêu thay sau thành công của xuất khẩu cừu của mình đến Úc và Nga, đã thất bại với cam kết của mình. Cừu Merino đã được du nhập tới Vermont trong năm 1802. 

### Tại Úc
Khoảng 70 con cừu bản địa, chỉ thích hợp cho thịt cừu, sống sót sau cuộc hành trình đến Úc với Hạm đội Thứ nhất, mà đến cuối tháng 1 năm 1788. Một vài tháng sau đó, tức là bầy đã bị giảm chỉ 28 con cừu cái và một con cừu. Năm 1797, Thống đốc King, Đại tá Patterson, Captain Waterhouse và Kent mua cừu ở Cape Town từ người vợ góa của đại tá Gordon, chỉ huy các đơn vị đồn trú của Hà Lan. Khi Waterhouse đã hạ cánh tại Sydney, ông đã bán cừu của mình với Đại úy John MacArthur, Samuel Marsden và Captain William Cox. Năm 1810, Úc đã có 33.818 con cừu. 

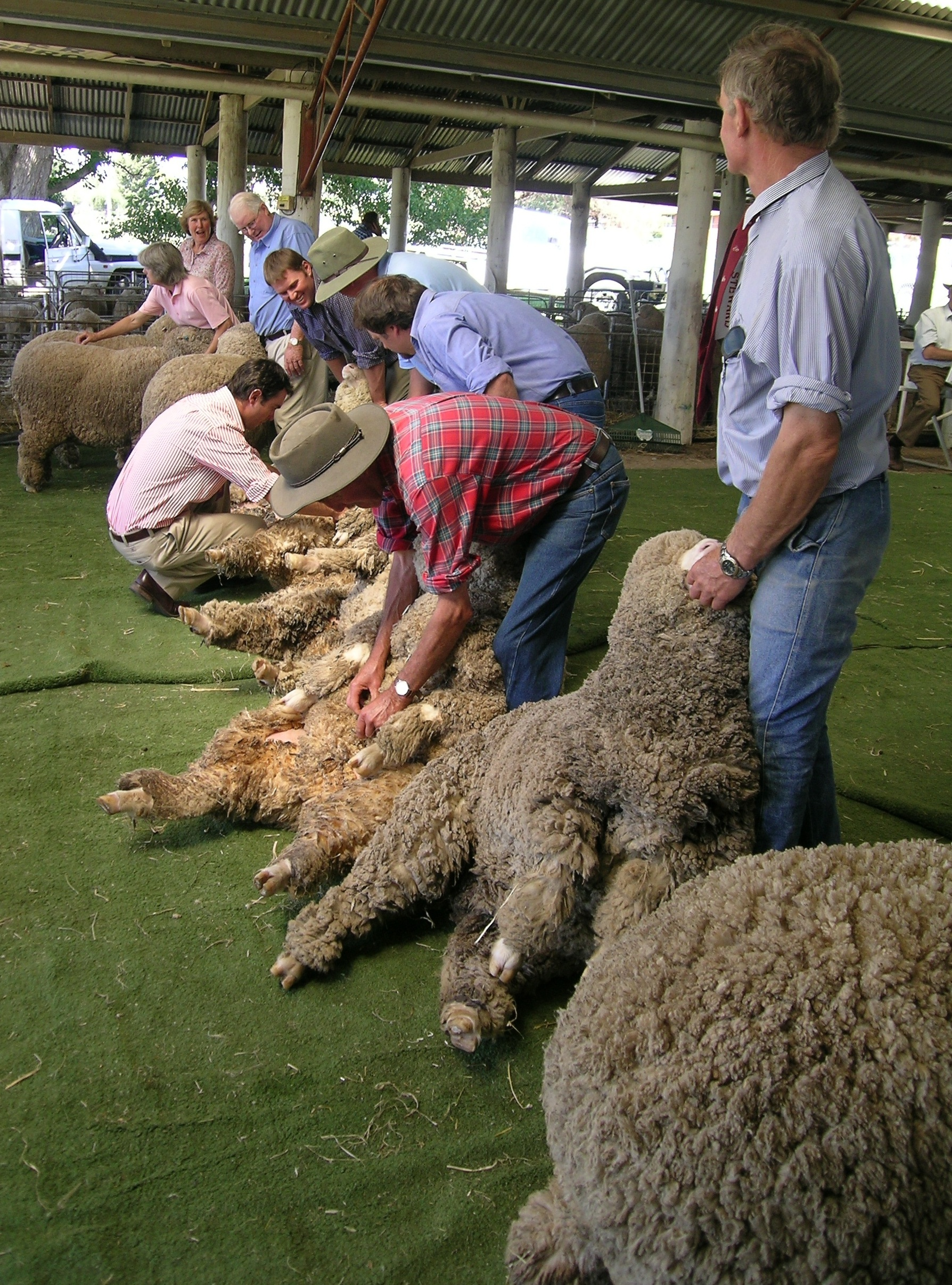
Lấy lông cừu

John MacArthur (người đã được gửi về từ Úc đến Anh sau một cuộc đấu tay đôi với Đại tá Patterson) đã mang bảy con cừu đực và một cừu từ sự phát tán bán đầu tiên của vua George III stud trong năm 1804. Các năm tiếp theo, MacArthur và cừu trở về Úc, Macarthur để đoàn tụ với vợ là Elizabeth. Macarthur được coi là cha đẻ của ngành công nghiệp Merino của Australia; Tuy nhiên, về lâu dài, con chiên của mình có rất ít ảnh hưởng đến sự phát triển của Merino Úc.
Macarthur đi tiên phong trong việc giới thiệu Merino Saxon với nhập khẩu từ các đàn vào năm 1812. Sự bùng nổ len Australia đầu tiên xảy ra vào năm 1813, khi Great Dividing Range được lai. Trong suốt những năm 1820, lãi suất trong Merino tăng. MacArthur thấy và tiêu thụ được 39 con cừu đực vào tháng 10 năm 1820, doanh thu 510 £/16/5. Năm 1823, tại triển lãm cừu đầu tiên tổ chức tại Úc, một huy chương vàng được trao cho W. Riley ('Raby') cho nhập khẩu Saxons; W. Riley cũng nhập khẩu dê cashmere vào Úc.
Đã có gần 2 triệu con cừu tại Úc trong năm 1830, và bởi năm 1836, Australia đã giành chiến tranh thương mại len với Đức, chủ yếu là vì mối bận tâm của Đức với độ mịn. Nhà sản xuất Đức bắt nhập khẩu lông cừu Australia vào năm 1845. Năm 1841, tại núi Crawford ở Nam Úc, Murray lập một đàn cừu Camden-máu giao phối với cừu đực Tasmania. Để mở rộng len và cung cấp cho các loài động vật một số kích thước, nó được cho là một số dòng máu Anh Leicester đã được du nhập. Con cừu kết quả là nền tảng của nhiều giống mạnh ở South Australia. Anh trai của ông Alexander Borthwick Murray cũng là một tác giả rất thành công của cừu Merino.

## Đặc điểm
Cừu Merino là một loài kiếm ăn tuyệt vời và rất dễ thích nghi. Chúng là giống cừu có tầm vóc vừa phải nhưng ra lông nhiều. Nó được nuôi chủ yếu cho len và kích thước của nó thường nhỏ hơn so với cừu nuôi thịt. Len Merino có nếp gấp mịn và mềm mại. Cừu Merino cần phải được cạo sạch lông ít nhất một lần một năm, vì len của chúng không ngừng phát triển. Nếu lông được phép phát triển quá mức, nó có thể gây stress nhiệt, những vấn đề di chuyển, và mù lòa. Cừu Merino không có sừng (hoặc cuống rất nhỏ, được gọi là scurs).
Các sợi lông merino được sử dụng rộng rãi trong các ngành công nghiệp dệt. Lông của bất kỳ cừu Merino, cho dù nuôi ở Tây Ban Nha hay ở nơi khác, là "len merino". Tuy nhiên, không phải tất cả cừu merino đều sản xuất len thích hợp cho quần áo, và đặc biệt là quần áo mặc bên cạnh da. Điều này phụ thuộc vào chủng đặc biệt của giống này. Len cừu Merino làm tốt việc điều tiết nhiệt độ cơ thể, đặc biệt là khi đeo vào. Len mang chút hơi ấm, không quá nóng cho người mặc. Nó thu hút độ ẩm (mồ hôi) ra khỏi da, một hiện tượng gọi là wicking.
Vải hơi ẩm thấm (sợi keratin kỵ ở một đầu và ưa nước ở đầu kia), cho phép người sử dụng để tránh cảm giác ướt. Giống như cotton, len hấp thụ nước (lên đến 1/3 trọng lượng của nó), nhưng không giống như cotton, len giữ ấm khi ướt do đó giúp người mang tránh hạ thân nhiệt sau khi đổ mồ hôi từ tập thể dục vất vả hoặc bị mưa trên khi ra ngoài. Giống như hầu hết các sợi len, merino chứa lanolin, trong đó có tính kháng khuẩn. Len Merino là một trong những loại mềm nhất của len có sẵn, do sợi mịn hơn và quy mô nhỏ hơn.
Khối lượng cơ thể cho thấy số lượng sắc tố nhiều hơn và giá trị (L*) thấp hơn ở thịt cừu có khối lượng 28– 30 kg so với thịt cừu có khối lượng từ 23–25 kg giống cừu Rasa Aragonesa, cừu Lacaune và cừu Merino ở Đức thấy giá trị (L*) cao hơn ở thịt cừu giống Rasa Aragonesa và cừu Lacha khối lượng lúc giết mổ 12 và 24 kg so với thịt cừu các giống này có khối lượng 36 kg. Hai con lai F1 và cừu Merino không khác nhau về tỷ lệ thịt xẻ và thịt tinh (51,34; 51,59% và 16,12; 16,34; 16,01%) tương ứng. Thịt cừu lai Turkish Merino × Awassi (F1) mềm hơn thịt cừu thuần Awassi từ 15 nhóm di truyền: giống Nali, F1 của lai hai hoặc ba giống, F2 của ba giống do lai cừu Nali (N) với cừu Merino (M) và cừu Corriedale (C). 

## Chăn nuôi
Tuổi đẻ đầu tiên là 14 tháng của cừu cái cừu Merino Úc, ở Booroola đã cho 2,1 cừu con sinh ra/năm và ở Peppin đã cho 1,36 cừu con sinh ra/năm. Giống cừu từ các vĩ độ trung gian, như các giống cừu Merino Úc và các giống cừu ở Địa Trung Hải, có một thời gian yên lặng ngắn trong đó có một tỷ lệ cừu rụng một trứng tự nhiên. Cừu có 50% máu cừu Merino Úc đã cải thiện số lượng và chất lượng lông so với cừu địa phương rất nhiều. Nuôi vỗ béo cừu đực cái ở Hungari giống Merino 60 ngày tuổi, cừu F1(cừu Merino × cừu Ile de France) 51 ngày tuổi, F1 (cừu Merino × cừu Suffolk) 55 ngày tuổi với khẩu phần ME: 12,4 MJ, CP: 143 g/kgVCK.
Tăng khối lượng trung bình hàng ngày của cừu lai F1 (cừu Merino × cừu Suffolk) 352,06 g/ngày, tăng 9%; F1(cừu Merino × cừu Ile de France) đạt cao nhất 358,24 g/ngày tăng 11% so với cừu Merino Hungari (323,01 g/ngày). Khi nuôi vỗ béo ở cừu Merino khối lượng bình quân tăng lên từ tháng nuôi đầu sang đến tháng thứ 2 nhưng đến tuần cuối tăng trọng trung bình hàng ngày có xu hướng giảm đi theo độ tuổi, không có sự khác biệt về thành phần sắc tố và L*, a* và b* ở cơ bán nguyệt, đánh giá chất lượng thịt của các giống cừu: Merino, Ramlic, Kivircik, Chios lần lượt thấy L*: 69,4; 68,08; 67,64; 67;4; a* lần lượt: 4,59; 4,65; 4,68; 5,31; b* lần lượt: 7,74; 8,23; 8,72; 9,20 các chỉ số này tương tự như nhau giữa các giống. 

## Lai tạo
Con lai F1 của cừu đực các giống thịt với cừu cái cừu Merino như Merino × cừu Ile de France, Merino × cừu German Blackheaded và Merino × cừu Texel cho tăng trọng tốt hơn cừu Merino thuần, các kết quả tương tự trên con lai các giống cừu Merino, cừu Dormer và cừu Suffolk, sử dụng cừu Merino Hungary (đực n = 30, cái n = 30), con lai F1 (cừu Merino Hungary × cừu Ile de France) và F1 (cừu Merino Hungary × cừu Suffolk) (đực n = 15, cái n = 15) để đánh giá hiệu quả của lai đến các đặc tính và thành phần của thịt xẻ. Kết quả vỗ béo tốt nhất là ở cừu lai F1 (cừu Merino Hungary × cừu Ile de France) tăng trọng 358 g/ngày. Tỷ lệ mỡ dưới da ở thịt xẻ của con lai F1 (cừu Merino Hungary × cừu Suffolk) thấp nhất. Cừu Suffolk và cừu Ile de France đã cải thiện năng suất vỗ béo của cừu Merino Hungary, chứng tỏ cả hai giống là cơ sở tốt để lai với cừu Merino Hungary.
Khối lượng sơ sinh cừu lai F1 (Dorper x Merino) là 4,5 kg, cừu lai F1 (Dorper x Phan Rang) có khối lượng sơ sinh ở thấp hơn so với cừu lai F1 (Dorper x cừu Santa Inês; Dorper x Merino). Cừu sinh ra trong mùa khô (có khối lượng trung bình 3,15 kg) có khối lượng lớn hơn 0,12 kg so với cừu sinh ra trong mùa mưa (khối lượng trung bình 3,03 kg). Khối lượng cừu F1 cừu lai F1 (Dorper x Merino) là 26,5 kg (đực) và 24,1 kg (cái) lúc 80 ngày tuổi; cừu lai F1 (Dorper x Merino) 90 ngày tuổi có khối lượng 28,6 kg lại cao hơn nhiều so con lai F1 (Dorper x Phan Rang), khối lượng cừu lai chịu ảnh hưởng rõ rệt kiểu gen hay do ảnh hưởng của giống bản địa ở các nước đều có khối lượng lớn hơn. Tỷ lệ nuôi sống từ sơ sinh đến 100 ngày cừu Dorper và cừu lai F1 (Dorper x Merino) ở Nam Phi cũng chỉ có tỷ lệ 84% và 81% tương ứng. Trên cừu Merino ở Thổ Nhĩ Kỳ, cừu lai (Dorper x St. Croi x White) có khả năng sinh sản 92,7% cao hơn cừu (St. Croi x White) 83,8%. 